# Polnische Sommermeisterschaften im Skispringen 2010
Die Polnischen Sommermeisterschaften im Skispringen 2010 fanden vom 23. bis zum 25. Juli in Szczyrk und Wisła statt. Sowohl der Wettkampf von der Normalschanze als auch die Vereinsmeisterschaft wurden auf der Skalite-Normalschanze abgehalten, während der Wettbewerb von der Großschanze auf der Adam-Małysz-Schanze ausgetragen wurde. Die Meisterschaften wurden vom polnischen Skiverband (PZN) organisiert. Technischer Delegierter war Kazimierz Długopolski, wohingegen Piotr Kruczek der Wettkampfleiter war.

## Ergebnisse

### Einzel Normalschanze

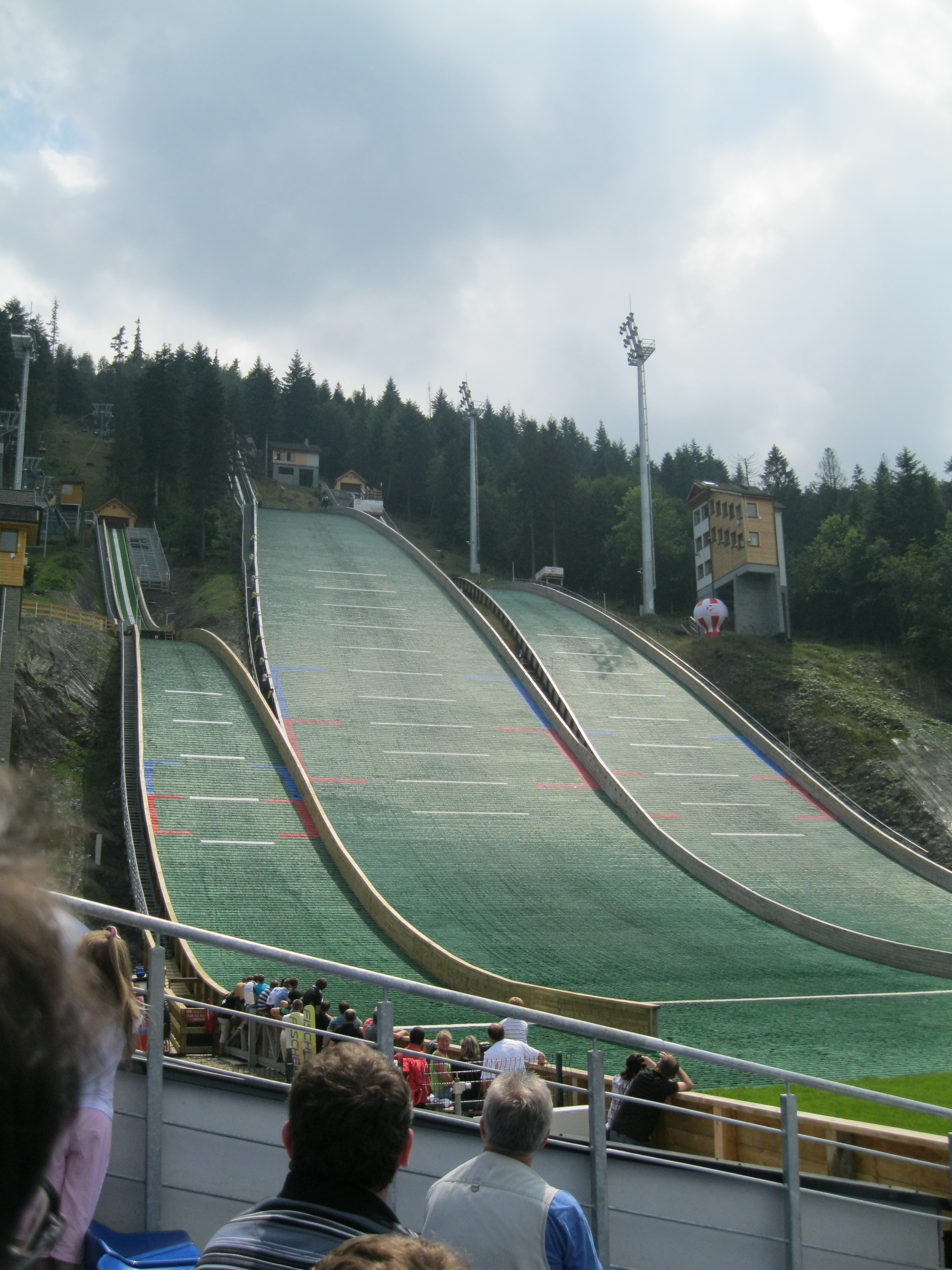
Austragungsort: Skalite

Der Einzelwettbewerb von der Normalschanze fand am 23. Juli 2010 auf der Skalite-Normalschanze (HS 106) in Szczyrk statt. An der Qualifikation zum Meisterschaftsspringen nahmen 78 Athleten teil. Am Wettbewerb waren nur noch 50 Athleten startberechtigt, darunter auch zwei Tschechen, die jedoch beide den zweiten Durchgang verpassten. Den weitesten Sprung es Tages zeigte der spätere Meister Adam Małysz mit 104,5 Metern. Damit lag er deutlich über dem Durchschnitt von 79,7 Metern im ersten beziehungsweise 84,8 Metern im zweiten Durchgang.
| Platz | Name                          | Verein                | Weite 1 | Weite 2 | Punkte |
| ----- | ----------------------------- | --------------------- | ------- | ------- | ------ |
| 01.   | Adam Małysz                   | KS Wisła Ustronianka  | 104,5   | 100,0   | 262,5  |
| 02.   | Kamil Stoch                   | AZS Zakopane          | 102,0   | 099,5   | 255,5  |
| 03.   | Stefan Hula                   | SSR LZS Sokół Szczyrk | 098,0   | 095,0   | 235,5  |
| 04.   | Dawid Kubacki                 | TS Wisła Zakopane     | 097,0   | 095,0   | 233,5  |
| 05.   | Maciej Kot                    | AZS Zakopane          | 097,0   | 094,5   | 231,5  |
| 06.   | Rafał Śliż                    | AZS AWF Katowice      | 097,5   | 091,5   | 226,0  |
| 07.   | Piotr Żyła                    | KS Wisła Ustronianka  | 094,5   | 095,0   | 225,5  |
| 08.   | Krzysztof Miętus              | AZS Zakopane          | 095,0   | 090,0   | 217,0  |
| 09.   | Marcin Bachleda               | TS Wisła Zakopane     | 094,0   | 087,5   | 209,5  |
| 10.   | Łukasz Rutkowski              | TS Wisła Zakopane     | 093,0   | 088,0   | 206,5  |
| 11.   | Klemens Murańka               | TS Wisła Zakopane     | 092,5   | 087,0   | 204,5  |
| 12.   | Andrzej Zapotoczny            | AZS Zakopane          | 092,0   | 087,0   | 203,0  |
| 13.   | Tomasz Byrt                   | KS Wisła Ustronianka  | 086,0   | 090,0   | 195,5  |
| 14.   | Wojciech Gąsienica-Kotelnicki | TS Wisła Zakopane     | 086,0   | 084,0   | 183,0  |
| 15.   | Jakub Kot                     | AZS Zakopane          | 088,0   | 081,5   | 181,0  |
| 15.   | Aleksander Zniszczoł          | KS Wisła Ustronianka  | 086,0   | 083,5   | 181,0  |

### Einzel Großschanze

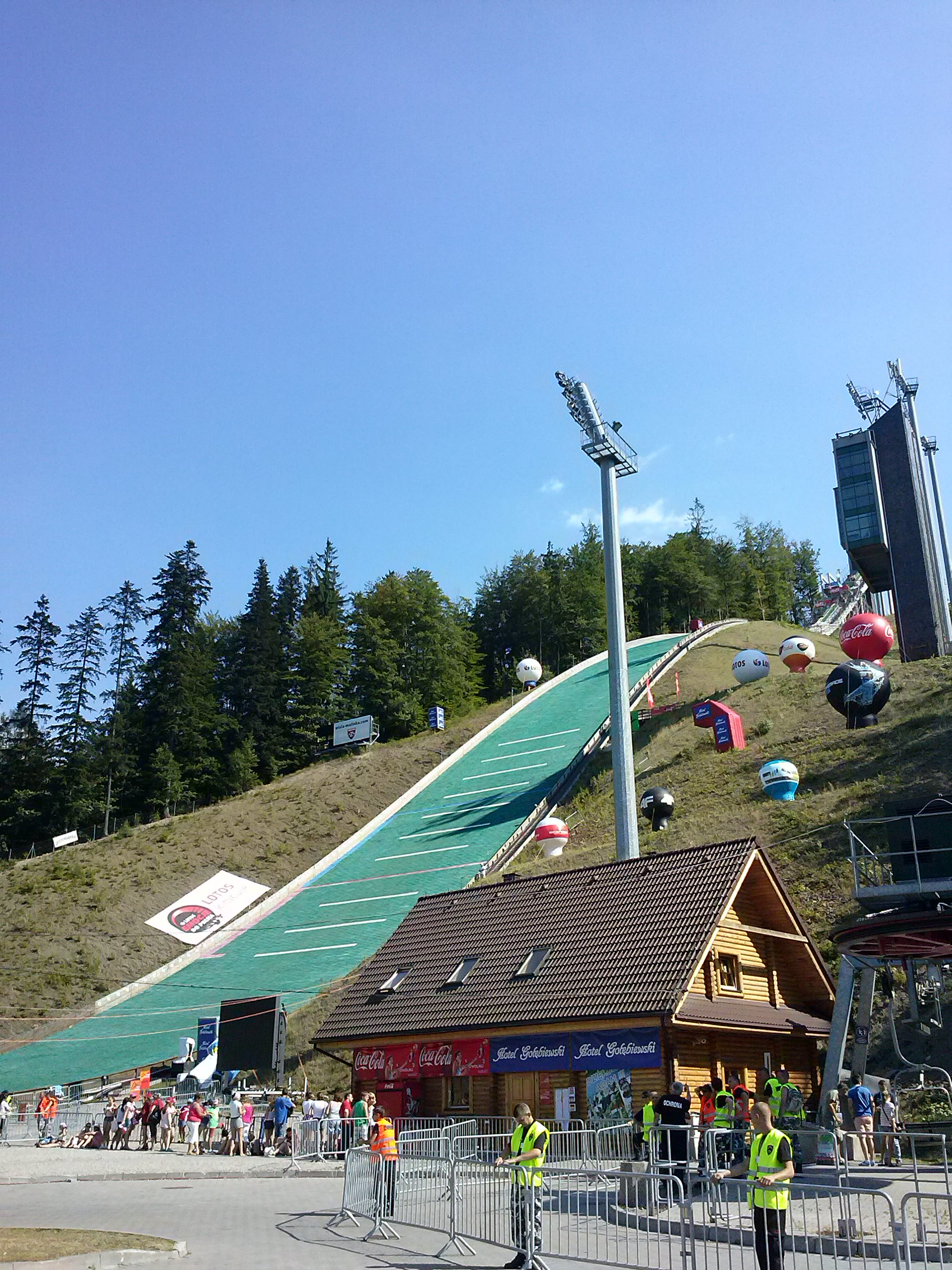
Austragungsort: Malinka

Der Einzelwettbewerb von der Großschanze fand am 25. Juli 2010 auf der Malinka (HS 134) in Wisła statt. An der Qualifikation zum Meisterschaftsspringen nahmen 70 Athleten teil. Am Wettbewerb waren nur noch 50 Athleten startberechtigt, die alle in die Wertung kamen. Neben den 48 startenden polnischen Skispringern, qualifizierten sich auch zwei Tschechen für den Wettbewerb. Mit seinem Sprung auf 134,5 Meter zeigte der spätere Meister Adam Małysz die größte Weite des Tages. Die durchschnittliche Weite betrug im zweiten Durchgang 106,3 Meter, wobei der Sprung von Kamil Stoch auf 131 Meter die weiteste sowie der Satz von Kamil Czerwinka auf 78,5 Meter die kürzeste Weite darstellten.
| Platz | Name               | Verein                | Weite 1 | Weite 2 | Punkte |
| ----- | ------------------ | --------------------- | ------- | ------- | ------ |
| 01.   | Adam Małysz        | KS Wisła Ustronianka  | 134,5   | 130,0   | 278,1  |
| 02.   | Kamil Stoch        | AZS Zakopane          | 125,5   | 131,0   | 262,2  |
| 03.   | Maciej Kot         | AZS Zakopane          | 131,0   | 120,0   | 249,3  |
| 04.   | Dawid Kubacki      | TS Wisła Zakopane     | 124,5   | 124,0   | 244,8  |
| 05.   | Rafał Śliż         | AZS AWF Katowice      | 124,5   | 120,5   | 237,0  |
| 06.   | Grzegorz Miętus    | AZS Zakopane          | 119,5   | 119,0   | 223,8  |
| 07.   | Tomasz Byrt        | KS Wisła Ustronianka  | 121,5   | 114,5   | 218,8  |
| 08.   | Marcin Bachleda    | TS Wisła Zakopane     | 121,5   | 113,0   | 216,1  |
| 09.   | Krzysztof Miętus   | AZS Zakopane          | 120,5   | 113,5   | 214,3  |
| 10.   | Stefan Hula        | SSR LZS Sokół Szczyrk | 112,5   | 119,0   | 211,2  |
| 11.   | Piotr Żyła         | KS Wisła Ustronianka  | 115,0   | 114,5   | 206,1  |
| 12.   | Klemens Murańka    | TS Wisła Zakopane     | 105,5   | 119,0   | 197,6  |
| 13.   | Łukasz Rutkowski   | TS Wisła Zakopane     | 113,0   | 106,0   | 184,2  |
| 14.   | Andrzej Zapotoczny | AZS Zakopane          | 103,0   | 114,5   | 182,5  |
| 15.   | Jakub Kot          | AZS Zakopane          | 107,0   | 108,5   | 178,4  |

### Team Normalschanze
Das Teamspringen wurde am 24. Juli 2010 von der Skalite-Normalschanze in Szczyrk durchgeführt. Es nahmen 15 Teams aus sechs Vereinen am Wettbewerb teil. Die beste Einzelleistung zeigte Kamil Stoch mit Sprüngen auf 108 und 101 Metern sowie 262 Punkten. Die größte Weite des Tages hatte zwar Tomasz Byrt mit 109 Metern vorzuweisen, da er den Sprung allerdings nicht stehen konnte, bedeuteten die 108 Meter von Stoch einen neuen Schanzenrekord.
| Platz | Verein                   | Name                                                                       | Weite 1                 | Weite 2                 | Punkte |
| ----- | ------------------------ | -------------------------------------------------------------------------- | ----------------------- | ----------------------- | ------ |
| 01.   | AZS Zakopane I           | Andrzej Zapotoczny Krzysztof Miętus Maciej Kot Kamil Stoch                 | 094,0 103,0 099,0 108,0 | 089,5 095,0 098,5 101,0 | 966,5  |
| 02.   | KS Wisła Ustronianka I   | Aleksander Zniszczoł Tomasz Byrt Piotr Żyła Adam Malysz                    | 085,0 109,0 097,5 099,0 | 084,0 086,0 090,5 103,0 | 887,5  |
| 03.   | TS Wisła Zakopane I      | Klemens Murańka Marcin Bachleda Łukasz Rutkowski Dawid Kubacki             | 095,0 101,5 080,0 098,5 | 084,5 092,5 088,5 091,5 | 846,5  |
| 04.   | AZS Zakopane II          | Wojciech Marusarz Dawid Kowal Jakub Kot Grzegorz Miętus                    | 077,5 095,0 088,5 090,0 | 072,5 088,5 088,0 096,0 | 764,0  |
| 05.   | TS Wisła Zakopane II     | Kacper Skrobot Tomasz Pochwała Kamil Skrobot Wojciech Gąsienica-Kotelnicki | 081,0 086,0 086,0 084,5 | 078,0 081,5 086,5 087,5 | 708,0  |
| 06.   | SSR LZS Sokol Szczyrk    | Krzysztof Biegun Szczepan Kupczak Sebastian Hebel Stefan Hula              | 084,5 087,0 078,5 094,5 | 079,5 077,5 070,0 098,0 | 706,5  |
| 07.   | KS Wisła Ustronianka II  | Mateusz Cieślar Piotr Czyż Mateusz Kojzar Paweł Słowiok                    | 084,5 090,0 081,5 090,5 | 077,0 078,0 080,0 088,0 | 699,5  |
| 08.   | KS Wisła Ustronianka III | Szymon Szostok Adam Cieślar Łukasz Podżorski Artur Kukuła                  | 078,0 090,5 083,5 076,5 | 068,5 078,5 082,0 079,5 | 629,5  |